# Stannaan (stof)
Stannaan (SnH4) is het hydride van tin. Het is een kleurloos giftig gas, dat door zijn tetraëdrische geometrie nauwe verwantschap vertoont met methaan (CH4), silaan (SiH4) en germaan (GeH4).

## Synthese
Stannaan kan bereid worden in de reactie van tin(IV)chloride met lithiumaluminiumhydride.

## Stannanen
Stannaan vormt de basis voor een grote groep van analoge tinverbindingen, de stannanen, waarbij één of meerdere van de waterstofatomen zijn vervangen door alkyl- of arylgroepen. Deze verbindingen zijn van belang in de organische synthese, met name bij koppelingsreacties.

## Eigenschappen en reacties
Stannaan ontleedt gemakkelijk, reeds bij kamertemperatuur, in tin en waterstofgas. Aangezien tin fungeert als katalysator voor deze reactie zal de ontleding steeds sneller verlopen (autokatalyse). Het moet daarom bewaard worden als vloeibaar gemaakt gas bij een temperatuur van −60 °C of lager.

## Toepassingen
Er zijn weinig toepassingen bekend van stannaan. De stof kan gebruikt worden als reductor om organische verbindingen te reduceren. Zo kan bijvoorbeeld benzylchloride gereduceerd worden tot tolueen.
Een nieuwe toepassing is in de stralingsbronnen van hoogenergetische extreem-ultravioletstraling (EUV), die gebruikt wordt bij EUV-lithografie voor de productie van miniatuur-geïntegreerde schakelingen. Daarvoor werd oorspronkelijk een plasma van xenon gebruikt, maar met tin (of lithium) is een hogere stralingsintensiteit mogelijk. Stannaan fungeert dan als bron van dat tin.